# Bearden (Arkansas)
Bearden is een plaats (city) in de Amerikaanse staat Arkansas, en valt bestuurlijk gezien onder Ouachita County.

## Demografie
Bij de volkstelling in 2000 werd het aantal inwoners vastgesteld op 1125.
In 2006 is het aantal inwoners door het United States Census Bureau geschat op 1031,.

## Geografie
Volgens het United States Census Bureau beslaat de plaats een oppervlakte van
3,0 km². Bearden ligt op ongeveer 76 m boven zeeniveau.